# Eudesmus nicaraguensis
Eudesmus nicaraguensis är en skalbaggsart som beskrevs av Stefan von Breuning 1958. Eudesmus nicaraguensis ingår i släktet Eudesmus och familjen långhorningar.
Artens utbredningsområde är Nicaragua. Inga underarter finns listade i Catalogue of Life.